# Поляков, Николай Антонович
Николай Антонович Поляков (11.02.1901—09.12.1981) — советский военный деятель, участник Великой Отечественной войны, генерал-майор (29.01.1943).

## Биография
Родился 11 февраля 1901 на хуторе Скорнево Хрипелевской волости, Устюженского уезда, Новгородской губернии.
В Красной армии с 1919. Начал служить в лыжной команде при Устюженском уездном военкомате. В феврале 1920, из-за болезни, уволен в долгосрочный отпуск. С сентября 1925 вновь призван в ряды РККА. Вскоре сдал экзамен на командира взвода запаса при Ленинградской военной школе имени. Склянского. В октябре 1926 уволен в запас. Вновь  призван в РККА августе 1931 и был назначен на должность инструктора Волховского районного военного комиссариата. В январе 1934 эта должность была ликвидирована и Поляков вновь уволен в долгосрочный отпуск. Однако уже в июне 1935 г. командирован на кавалерийские Краснознамённые КУКС РККА в Новочеркасск. После окончании курсов был назначен на должность помощника начальника штаба по разведке 10-го кавалерийского полка 23-й кавалерийской дивизии Изяславля (Каменец-Подольская область).
В марте 1937 служил в штабе дивизии, где занимал должность помощника начальника оперативной части. В 1937 году стал слушателем заочного отделения Военной академии имени М.В. Фрунзе. В 1938—1939 гг. занимал ряд ответственных должностей в штабах дивизии 7-го и 2-го кавалерийских корпусов. Участвовал в польском походе РККА (1939) и присоединении Северной Буковины (1940).
В начале Великой Отечественной войны майор Поляков, занимал  должность начальника разведывательного отдела штаба 2-го кавалерийского корпуса. Участвовал  в  обороне советской границы возле реки Прут. 
В сентябре 1941 был переведён в Уральский военный округ и назначен начальником штаба 80-й кавалерийской дивизии. 
Участвовал в Тихвинской наступательной операции и в Любанской наступательной операции. В марте 1942 стал командиром дивизии, однако, вскоре дивизия попала в окружение. После вывода войск 80-й дивизии из окружения он был назначен командиром 87-й кавалерийской дивизии, но дивизия была расформирована и Поляков был назначен командиром 327-й стрелковой дивизии. Участвовал в Синявинской наступательной операции и в  прорыве блокады Ленинграда, также участвовал в боях за населенные пункты Вороново, Тортолово и Гайтолово. Полковник (25.07.1942).
В августе 1942 переведён на ту же должность в 86-ю стрелковую дивизию. Участвовал в  Красносельско-Ропшинской наступательной операции. Затем назначен командиром 376-й стрелковой дивизии. Участвовал в: Ленинградско-Новгородской наступательной операции, Тартуской наступательной операции, Рижской наступательной операции и в блокаде Курляндского котла.
До сентября 1946 занимал должность командира 376-й стрелковой дивизии. Позже назначен заместителем командира 96-й стрелковой дивизии. В мае 1947 назначен на должность заместителем командира 120-й гвардейской стрелковой дивизии. С января 1948 по февраль 1950 года — командир 10-й отдельной гвардейской стрелковой бригады (Архангельск).
В марте 1951 года окончил курсы усовершенствования командиров стрелковых дивизий при Военной академии им. М.В. Фрунзе. После окончания курсов стал командиром 21-й отдельной стрелковой Тартуской Краснознамённой бригады. 
В мае 1958 уволен в запас. 
Умер 9 декабря 1981 года в Куйбышеве.

## Награды
- Орден Ленина
- 2 ордена Красного Знамени (27 июля 1944 и 14 октября 1944)[2][3]
- Орден Суворова II степени (8 февраля 1943)
- Орден Отечественной войны I степени (17 февраля 1944)[4]
- Орден Красной Звезды
- Медали